# Chinos

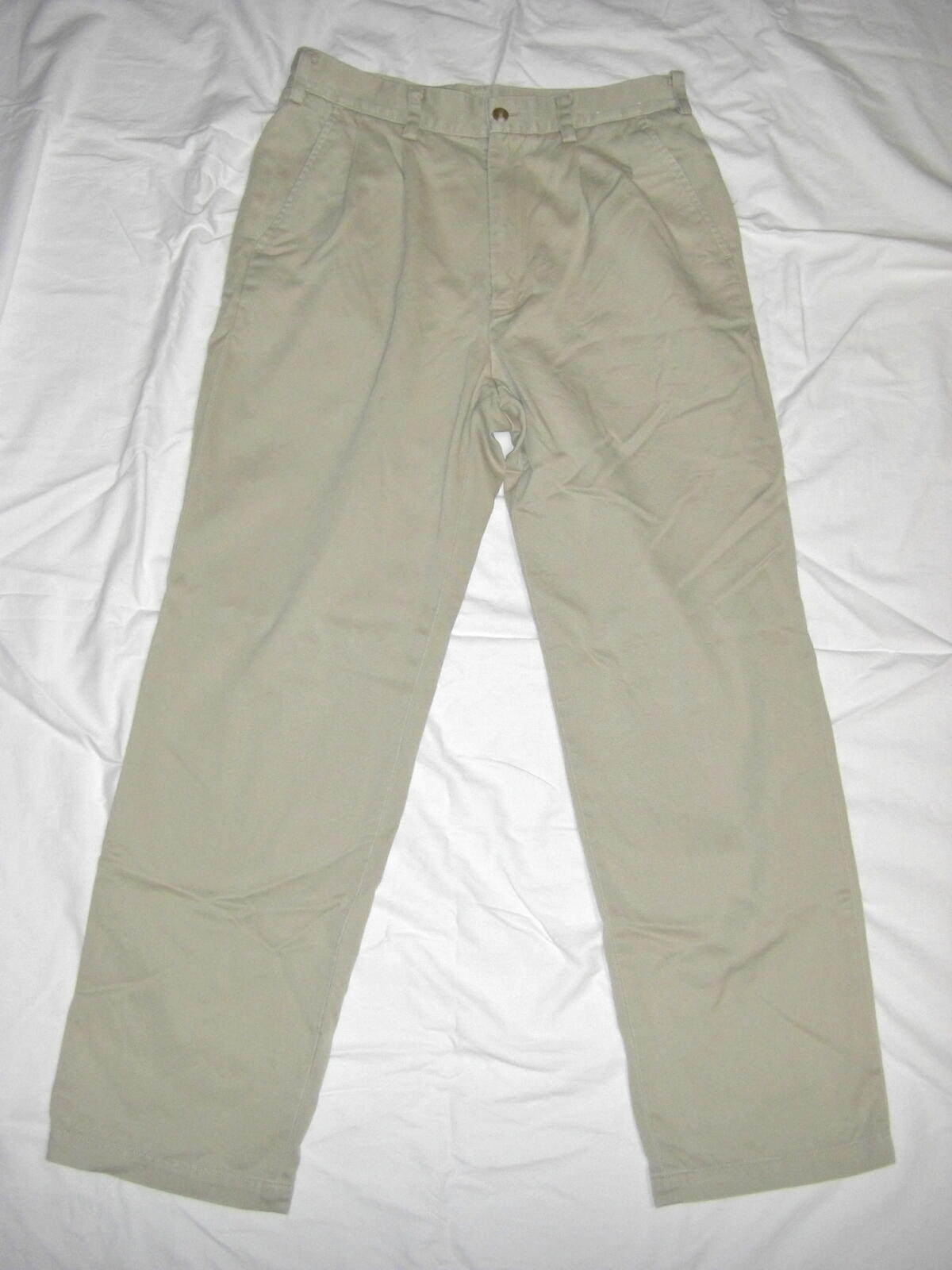

Chinos är en typ av byxor i bomull. Chinos liknar khakibyxor men med pressveck och är mer lika kostymbyxor. Det är en klassisk fritidsbyxa med eller utan uppvikta ben. Byxmodellen tillverkades första gången under mitten av 1800-talet med syfte att användas av franska och brittiska soldater. Under det spansk-amerikanska kriget fick byxorna namnet chinos eftersom skräddarna var kineser. På 1800-talet var byxorna tillverkade av 100% bomull men idag är det minst lika vanligt att de tillverkas av en tygblandning som består av både bomull och syntet. Länge tillverkades byxorna endast i färgen khaki och därför använder man ibland namnet ”khaki-byxor”.
Ordet chinos är belagt i svenskan sedan 1993 och kommer troligen från spanskans chino med betydelsen "kinesisk".